# Scatola nera (racconto)
Scatola nera (Black Box) è una racconto spy story di genere fantascientifico della scrittrice statunitense Jennifer Egan pubblicato nel 2012.

## Storia editoriale
Il racconto è stato pubblicato sull'account Twitter della rivista The New Yorker il 24 marzo del 2012 sotto forma di brevi frasi di massimo 140 caratteri, postati un'ora al giorno al ritmo di uno al minuto, nell'arco di dieci giorni. Successivamente è stato ripubblicato sul sito della rivista e stampato in formato cartaceo sul numero del 4&11 giugno 2012 della stessa pubblicazione. Sempre nel 2012 è stato ristampato in edizione paperback dalla casa editrice britannica Corsair e in Italia dalla minimum fax. L'esperimento è stato replicato, nell'agosto del 2013 sul sito Twitter della rivista tedesca Der Spiegel.
L'innovativo racconto, che potrebbe aver dato inizio a un nuovo genere letterario, ricorda molto la serialità dei romanzi d'appendice ottocenteschi.
L'inusuale pubblicazione e lo stile dell'opera è stata oggetto di interesse da parte della stampa che ne ha riconosciuto l'originalità.

## Trama
(Jennifer Egan, Scatola nera)
La storia si dipana attraverso una serie di brevi istruzioni operative che la protagonista, senza nome nella storia ma chiamata "Bellezza", riceve attraverso un impianto cerebrale che i servizi segreti statunitensi le hanno impiantato insieme ad altri potenziamenti cibernetici. L'avvenente trentatreenne si è offerta volontaria per carpire informazioni circa un attentato che un potente individuo, nella storia chiamato "Partner designato", sta organizzando contro gli USA. Bellezza è in una località marittima nel sud della Francia e si concede sessualmente al Partner designato per entrare in confidenza con lui e, appena possibile, registrarne le conversazioni telefoniche o copiare i dati del cellulare grazie a delle applicazioni elettroniche nascoste nel suo corpo. Il piano ha successo e la donna, ritenuta inoffensiva dall'uomo, viene ammessa nella villa di un altro personaggio, chiamato "Nuovo ospite". Bellezza riesce a fotografare degli appunti sull'attentato che i due complici stanno abbozzando su carta ma il flash della fotocamera impiantata nel suo occhio sinistro viene notata.
Bellezza distrae i due facendo credere che estranei siano penetrati nella villa. Il Partner designato fugge abbandonando Bellezza che rimane nella villa; qui è oggetto di attenzioni da parte del Nuovo ospite con il quale è costretta ad avere un rapporto sessuale. Quando l'uomo si addormenta, Bellezza si introduce nella sua camera e scarica il contenuto del cellulare abbandonato in un vuotatasche. La donna viene scoperta dalla "Bellezza alfa", la compagna dell'uomo, che le spara. Bellezza si difende con successo e riesce a fuggire a bordo di un motoscafo rubato. Ferita gravemente riesce tuttavia a inviare un messaggio di aiuto e attende i soccorsi che non tardano ad arrivare.

## Edizioni
- (EN) Jennifer Egan, Black Box, in The New Yorker, New York, Condé Nast Publications, 4-11 giugno 2012.
- (EN) Jennifer Egan, Black Box, 1ª ed., Londra, Constable and Robinson/Corsair, 2012, ISBN 978-1-47210-281-2.
- Jennifer Egan, Scatola nera, traduzione di Matteo Colombo, Roma, minimum fax, 2012, ISBN 978-88-7521-480-7.